# Christoffer Ehn
Christoffer Ehn (* 5. April 1996 in Skara) ist ein schwedischer Eishockeyspieler, der seit November 2020 erneut beim Frölunda HC in der Svenska Hockeyligan unter Vertrag steht.

## Karriere
Christoffer Ehn wurde in Skara geboren und spielte dort in seiner Jugend für den Skara IK, bevor er die Saison 2012/13 beim Skövde IK im benachbarten Skövde verbrachte. Im folgenden Jahr schloss sich der Angreifer der Nachwuchsabteilung des Frölunda HC aus Göteborg an und lief ab der Saison 2013/14 für deren J20 in der J20 SuperElit auf, der ranghöchsten Juniorenliga Schwedens. Darüber hinaus debütierte er für das Profiteam von Frölunda in der Svenska Hockeyligan (SHL), bevor er im anschließenden NHL Entry Draft 2014 an 106. Position von den Detroit Red Wings ausgewählt wurde.
Nachdem er kurzzeitig auf Leihbasis beim IK Oskarshamn und dem BIK Karlskoga in der zweitklassigen Allsvenskan eingesetzt wurde, etablierte sich Ehn im Laufe der Spielzeit 2015/16 im SHL-Aufgebot von Frölunda. In dieser Saison gewann er mit dem Team ebenso die Champions Hockey League (CHL) wie auch die schwedische Meisterschaft, bevor die Mannschaft den CHL-Titel im Folgejahr verteidigen konnte. Anschließend unterzeichnete er im April 2017 einen Einstiegsvertrag bei den Red Wings, die ihn jedoch leihweise eine weitere Spielzeit in Göteborg beließen. Schließlich wechselte der Schwede zur Saison 2018/19 nach Nordamerika und debütierte in der Folge im Oktober 2018 in der National Hockey League (NHL). Parallel dazu wurde er auch beim Farmteam der Red Wings, den Grand Rapids Griffins, in der American Hockey League (AHL) eingesetzt, etablierte sich jedoch ab der Spielzeit 2019/20 im NHL-Aufgebot Detroits.
Nach drei Jahren in Nordamerika wurde sein auslaufender Vertrag im Herbst 2020 nicht verlängert, sodass er sich im November 2020 erneut dem Frölunda HC anschloss.

### International
Auf internationaler Ebene nahm Ehn mit den Juniorennationalmannschaften seines Heimatlandes an der U18-Weltmeisterschaft 2014 sowie an den U20-Weltmeisterschaften 2015 und 2016 teil und belegte dort mit den Tre Kronor jeweils den vierten Platz.

## Erfolge und Auszeichnungen
- 2016 Champions-Hockey-League-Gewinn mit dem Frölunda HC
- 2016 Schwedischer Meister mit dem Frölunda HC
- 2017 Champions-Hockey-League-Gewinn mit dem Frölunda HC

## Karrierestatistik
Stand: Ende der Saison 2019/20

### International
Vertrat Schweden bei:
- U18-Weltmeisterschaft 2014
- U20-Weltmeisterschaft 2015
- U20-Weltmeisterschaft 2016

(Legende zur Spielerstatistik: Sp oder GP = absolvierte Spiele; T oder G = erzielte Tore; V oder A = erzielte Assists; Pkt oder Pts = erzielte Scorerpunkte; SM oder PIM = erhaltene Strafminuten; +/− = Plus/Minus-Bilanz; PP = erzielte Überzahltore; SH = erzielte Unterzahltore; GW = erzielte Siegtore; 1 Play-downs/Relegation; Kursiv: Statistik nicht vollständig)